# 1512 год
1512 (ты́сяча пятьсо́т двена́дцатый) год  по юлианскому календарю — високосный год, начинающийся в четверг. Это 1512 год нашей эры, 2‑й год 2‑го десятилетия XVI века 2‑го тысячелетия, 3‑й год 1510‑х годов. Он закончился 513 лет назад.
| Пн | Вт | Ср | Чт | Пт | Сб | Вс |
|    |    |    | 1  | 2  | 3  | 4  |
| 5  | 6  | 7  | 8  | 9  | 10 | 11 |
| 12 | 13 | 14 | 15 | 16 | 17 | 18 |
| 19 | 20 | 21 | 22 | 23 | 24 | 25 |
| 26 | 27 | 28 | 29 | 30 | 31 |    |

| Пн | Вт | Ср | Чт | Пт | Сб | Вс |
|    |    |    |    |    |    | 1  |
| 2  | 3  | 4  | 5  | 6  | 7  | 8  |
| 9  | 10 | 11 | 12 | 13 | 14 | 15 |
| 16 | 17 | 18 | 19 | 20 | 21 | 22 |
| 23 | 24 | 25 | 26 | 27 | 28 | 29 |

| Пн | Вт | Ср | Чт | Пт | Сб | Вс |
| 1  | 2  | 3  | 4  | 5  | 6  | 7  |
| 8  | 9  | 10 | 11 | 12 | 13 | 14 |
| 15 | 16 | 17 | 18 | 19 | 20 | 21 |
| 22 | 23 | 24 | 25 | 26 | 27 | 28 |
| 29 | 30 | 31 |    |    |    |    |

| Пн | Вт | Ср | Чт | Пт | Сб | Вс |
|    |    |    | 1  | 2  | 3  | 4  |
| 5  | 6  | 7  | 8  | 9  | 10 | 11 |
| 12 | 13 | 14 | 15 | 16 | 17 | 18 |
| 19 | 20 | 21 | 22 | 23 | 24 | 25 |
| 26 | 27 | 28 | 29 | 30 |    |    |

| Пн | Вт | Ср | Чт | Пт | Сб | Вс |
|    |    |    |    |    | 1  | 2  |
| 3  | 4  | 5  | 6  | 7  | 8  | 9  |
| 10 | 11 | 12 | 13 | 14 | 15 | 16 |
| 17 | 18 | 19 | 20 | 21 | 22 | 23 |
| 24 | 25 | 26 | 27 | 28 | 29 | 30 |
| 31 |    |    |    |    |    |    |

| Пн | Вт | Ср | Чт | Пт | Сб | Вс |
|    | 1  | 2  | 3  | 4  | 5  | 6  |
| 7  | 8  | 9  | 10 | 11 | 12 | 13 |
| 14 | 15 | 16 | 17 | 18 | 19 | 20 |
| 21 | 22 | 23 | 24 | 25 | 26 | 27 |
| 28 | 29 | 30 |    |    |    |    |

| Пн | Вт | Ср | Чт | Пт | Сб | Вс |
|    |    |    | 1  | 2  | 3  | 4  |
| 5  | 6  | 7  | 8  | 9  | 10 | 11 |
| 12 | 13 | 14 | 15 | 16 | 17 | 18 |
| 19 | 20 | 21 | 22 | 23 | 24 | 25 |
| 26 | 27 | 28 | 29 | 30 | 31 |    |

| Пн | Вт | Ср | Чт | Пт | Сб | Вс |
|    |    |    |    |    |    | 1  |
| 2  | 3  | 4  | 5  | 6  | 7  | 8  |
| 9  | 10 | 11 | 12 | 13 | 14 | 15 |
| 16 | 17 | 18 | 19 | 20 | 21 | 22 |
| 23 | 24 | 25 | 26 | 27 | 28 | 29 |
| 30 | 31 |    |    |    |    |    |

| Пн | Вт | Ср | Чт | Пт | Сб | Вс |
|    |    | 1  | 2  | 3  | 4  | 5  |
| 6  | 7  | 8  | 9  | 10 | 11 | 12 |
| 13 | 14 | 15 | 16 | 17 | 18 | 19 |
| 20 | 21 | 22 | 23 | 24 | 25 | 26 |
| 27 | 28 | 29 | 30 |    |    |    |

| Пн | Вт | Ср | Чт | Пт | Сб | Вс |
|    |    |    |    | 1  | 2  | 3  |
| 4  | 5  | 6  | 7  | 8  | 9  | 10 |
| 11 | 12 | 13 | 14 | 15 | 16 | 17 |
| 18 | 19 | 20 | 21 | 22 | 23 | 24 |
| 25 | 26 | 27 | 28 | 29 | 30 | 31 |

| Пн | Вт | Ср | Чт | Пт | Сб | Вс |
| 1  | 2  | 3  | 4  | 5  | 6  | 7  |
| 8  | 9  | 10 | 11 | 12 | 13 | 14 |
| 15 | 16 | 17 | 18 | 19 | 20 | 21 |
| 22 | 23 | 24 | 25 | 26 | 27 | 28 |
| 29 | 30 |    |    |    |    |    |

| Пн | Вт | Ср | Чт | Пт | Сб | Вс |
|    |    | 1  | 2  | 3  | 4  | 5  |
| 6  | 7  | 8  | 9  | 10 | 11 | 12 |
| 13 | 14 | 15 | 16 | 17 | 18 | 19 |
| 20 | 21 | 22 | 23 | 24 | 25 | 26 |
| 27 | 28 | 29 | 30 | 31 |    |    |

## События
- 1493—1593 — Столетняя хорватско-османская война. Серия вооружённых конфликтов между Королевством Хорватия и Османской империей[1].
- 1501—1512 — закончилась Датско-шведская война[2].
- 1505—1517 — Португало-египетская война. Военный конфликт между Мамлюкским Египтом и колониалистской Португалией за господство в Индийском океане[3].
- 1507—1622 — Португало-персидская война. Ряд вооружённых конфликтов между колониалистской Португалией и вассальным Ормузом, с одной стороны, и Сефевидской империей, поддерживаемой англичанами, с другой[4].
- 1508—1516 — Война Камбрейской лиги[5].
  - 19 февраля — разграбление Брешии[6].
  - 11 апреля — битва при Равенне[7].
  - 10 августа — морской бой у мыса Св.Матфея[8].
- 1510—1528 — война между Сефевидами и Шейбанидами. Серия конфликтов между узбекской династией Шейбанидов, которые основали Бухарское ханство, и Сефевидским государством[9]:
  - Апрель — битва при озере Кули-Малик[10].
  - 12 ноября — Гиждуванская битва[11].
- 1511—1641 — Малайско-португальская война. Вооружённый конфликт XVI-XVII веков, в котором Малаккский султанат при поддержке империи Мин, Голландской Ост-Индской компании (с 1607) и Джохора безуспешно сопротивлялся Португальской империи, стремившейся захватить Малакку и установить контроль над торговлей между Индией и Китаем[12].
- 1512—1517 — открылся V Латеранский собор. Церковная реформа[13].
- 1512—1513 — присоединение к Швейцарскому союзу Лугано, Вальтеллины и Аппенцелля.
- 1512—1513 — города Хауса: Зария, Кацина, Занфара, Гобер и Кано — взяты войсками Аския Мохаммеда I и обложены данью.
- Испанские войска заняли Южную Наварру.
- Восстания Брешии и Бергамо против французов. Жестоко подавлены.
- Испанцы полностью изгнали французов из Италии. Во Флоренцию с помощью Испании вернулись Медичи.
- Индейский вождь Атуэй возглавил борьбу с испанцами на Эспаньоле и Кубе. Сожжён испанцами на костре.
- Жестокое подавление Селимом восстания в Малой Азии. Под видов шиитов истреблено более 40 тыс. жителей.
- Восстание Чжао Суя приняло большой размах, охватив Цзянсу, Аньхуэй и Хубэй. Повстанцы трижды угрожали столице. Чжао Суй писал письма императору. Восстание подавлено объединёнными силами провинциальных и столичных войск, а также пограничных армий.
- Менгли I Гирей в борьбе за престонаследие в Османской империи поддержал султана Селима I, когда его перевес стал очевиден[14].
- Менгли I Гирей восстановил союз с Великим княжеством литовским, дополнив его, как наследник золотоордынских ханов "пожалованием" великому литовскому князю Сигизмунду I городов и земель Южной Руси[15].
- Крымские татары совершили набег на территорию ВКЛ и Польши (см. 1519 и 1527 и др. года)[16].
- Сигизмунд I Старый заключил союз с Крымским ханством против Русского государства (см. 1507, 1532, 1535, 1540, 1542)[16].
- Сигизмунд I Старый женится первым браком на Барбаре Запольяи (1495-1515) (вторым в 1518)[16].

## Русское государство
Правление: 1505—1533 — Василий III Иванович
- Русское государство и Казанское ханство подтверждают заключенный в 1507 году мирный договор[17].
  - Между Русским государством и Казанским ханством был заключён "Вечный мир", одним из условий которого было не избирать на престол ханства никого "без ведома" великого московского князя[18].
  - 1512—1516 — Абдул-Латиф казанский хан сведенный с престола и отправленный в заточение нам Белоозеро в 1502 году, освобождённый в 1508 году и получивший в кормление в 1508 и 1509—1512 годах города Юрьевец и Каширу, вновь лишён кормлений и отправлен под надзор великокняжеских "приставов"[19].
- Василий III получает известие, что пятеро сыновей крымского хана Менгли-Гирея по наущению польского короля Сигизмунда I внезапно напали на Белёвские и Одоевские места, а также угрожают городам: Козельску, Алексину и Коломне. Василий укрепляет свою землю заставами и посылает против царевичей своих воевод[20].
  - Май-октябрь — крупный набег на Русское государство крымских татар, состоящее из четырёх отдельных нападений, затронувших практически весь юг государства. Нападению подверглись города: Белёв, Брянск, Воротынск, Одоев, Путивль, Рязань и Стародуб. Все набеги возглавляли сыновья хана Менгли I Гирея[21].
  - Калуга подверглась нападению крымских татар, но выстояла[22].
  - Июнь — Ахмат-Гирей с войском, узнав, что русское войска стоят на р. Осётр и р. Упа, вместо того, чтобы идти на Рязань, поворачивает обратно. Русские воеводы преследуют татар до р. Тихая Сосна[23].
  - С этого года начинаются регулярные набеги крымских татар на Русскую землю[24].
- 1512—1522 — началась русско-литовская война[25].
  - Осень — в ВКЛ схвачена и заточена в тюрьму сестра великого князя — Елена Ивановна[20].
  - Ноябрь — Московский князь Василий III объявил войну польскому королю и великому князю литовскому Сигизмунду I[20].
  - 19 декабря — Василий III вместе с братом Дмитрием Жилкой, царевичем Петром (Кудайкулом) и воеводами выступает в первый поход на Смоленск[20].
- В первый раз встречается слово приказ в смысле учреждения в грамоте великого князя Василия Иоанновича Владимирскому Успенскому монастырю.
- Пожалованы окольничеством: Колычев Иван Андреевич Лобан[26].

## Начало правления
См. также: Список глав государств в 1512 году
- 1512—1520 —  султан Османской империи Селим I[14].
- 1512—1519 — Правитель Флоренции Лоренцо Медичи.
- 1512—1515 — Герцог Милана Массимилиано Сфорца.

## Наука и искусство
- 1 ноября — впервые был показан публике потолок Сикстинской капеллы, расписанный Микеланджело.
- Акопом Мегапартом в Венеции издана первая армянская печатная книга «Урбатагирк».

## Родились

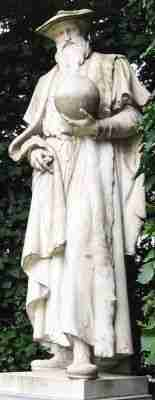
Статуя Герарда Меркатора в Parc du Petit Sablon в Брюсселе

См. также: Категория:Родившиеся в 1512 году
- Аббате, Никколо дель — итальянский живописец.
- Алесси, Галеаццо — один из знаменитейших архитекторов XVI века.
- Меркатор, Герард — фламандского картограф и географ.
- Фонтана, Просперо — итальянский художник эпохи Ренессанса, отец художницы Лавинии Фонтаны.
- Энрике — кардинал-король, семнадцатый король Португалии с 1578 года. Последний представитель Ависской династии. Пятый сын Мануэля I и его второй жены Марии Арагонской.
- Яков V (король Шотландии) — король Шотландии (1513—1542) из династии Стюартов.

## Скончались

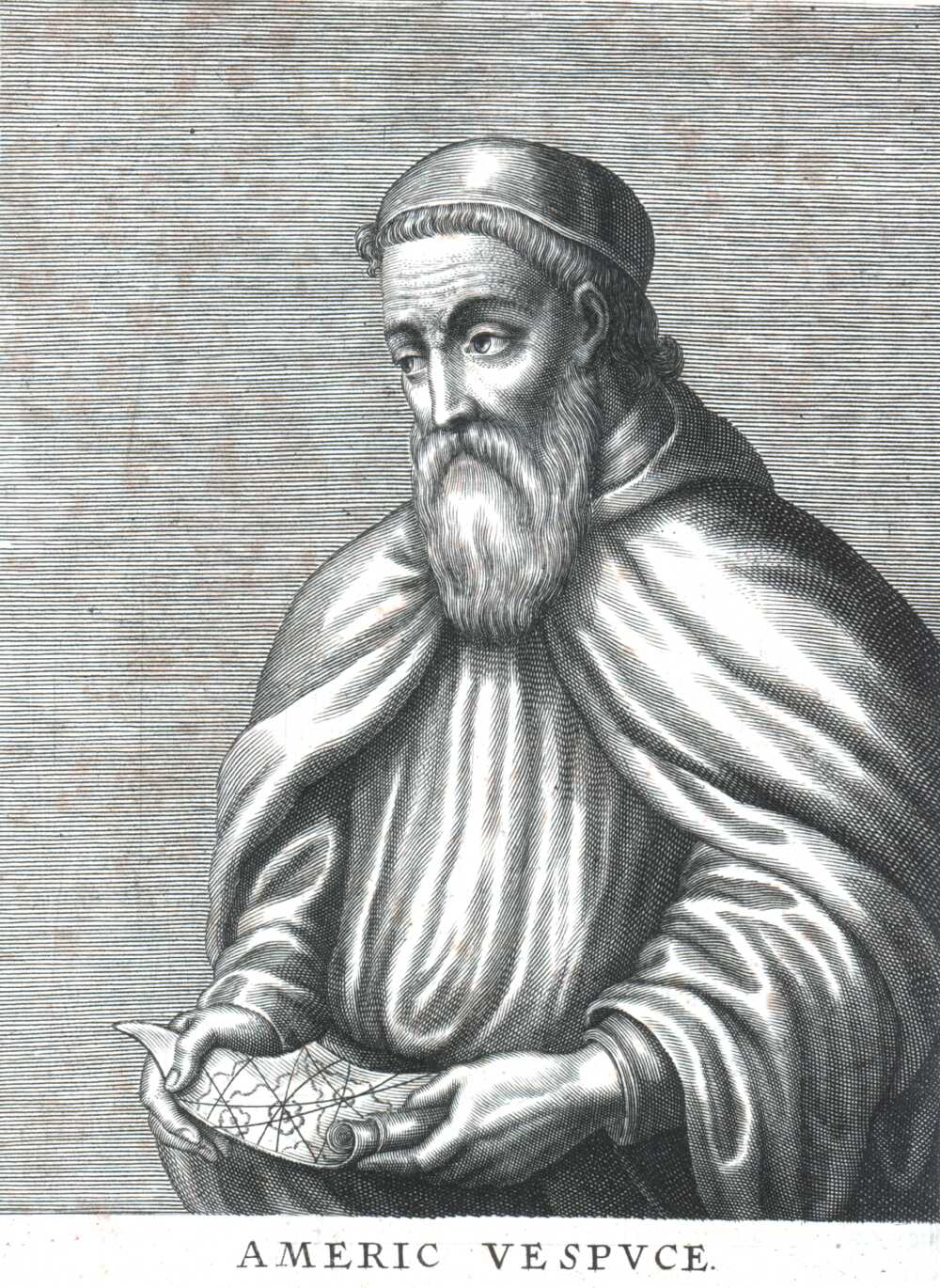
Изображение Америго Веспуччи

См. также: Категория:Умершие в 1512 году
- Атуэй — касик (вождь) одного из племён таино, боровшийся с испанскими конкистадорами на островах Эспаньола и Куба. Считается «первым кубинским национальным героем» и «первым повстанцем Америки».
- Баязид II — султан Османской империи в 1481— 1512.
- Веспуччи, Америго — флорентийский путешественник, по имени которого, возможно, названа Америка.
- Гастон де Фуа (герцог Немурский) — герцог де Немур, граф д’Этамп и виконт Нарбонны, пэр Франции, французский полководец, сын Жана де Фуа, графа д’Этампа и виконта Нарбонны, и Марии Орлеанской, сестры французского короля Людовика XII. Происходил из Нарбоннской ветви дома Фуа-Грайи.
- Стуре, Сванте — регент Швеции в эпоху распада Кальмарской унии, с 21 января 1504 года.